# Бедность в Китае
Бедность в Китае — социальный феномен, связанный с расслоением в уровне доходов населения КНР. Бедность распределена географически. C востока на запад она увеличивается. Бедность неравномерна между городом и деревней.
В 2011 году, по исследованиям центра Гэллап, 6 % беднейшей пятой части населения не хватало денег на еду; в 2008 году их доля составляла 23 % Социалистический Китай являлся одной из наиболее эгалитарных систем с плановой экономикой, где доход городских жителей был привязан к работе (кит. трад. 單位, упр. 单位, пиньинь danwei, палл. даньвэй) на госпредприятии.. 
Бурный экономический рост Китая (см. Экономика КНР) привёл к большому неравенству среди населения, связанному с тремя факторами: снижением роли государственной экономики, изменением в уровне благосостояния, урбанизацией (миграцией из деревень). По состоянию на 2019 год число людей живущих в КНР, ниже национальной черты бедности, составляет около 16.6 миллионов человек, около 1.7% населения страны. Правительство КНР поставило цель полностью искоренить бедность к 2020 году. Правительство Китая определяет национальную черту бедности как заработок менее $416 (¥2800) в год или около $1.10 в день, что является более низким показателем, чем черта абсолютной бедности определяемая Всемирным банком, как $1.90 в день, (в ценах 2011 года, эквивалентна $2.12 в день в 2018 году), или чуть менее $700 в год. По данным Всемирного банка в абсолютной бедности по данным на 2015 год в Китае проживало 0.7% населения страны. С 2013 по 2019 год Китай вывел из бедности 82.39 миллиона сельских бедняков, а доля людей, живущих ниже национальной черты бедности снизилась с 10.2% до 1.7% за тот же период, данные национального бюро статистики. С начала XXI века средний класс Китая значительно вырос. По определению Всемирного банка под средним классом понимается население ежедневные расходы которого составляет от 10 до 50 долларов США в день, по состоянию на 2017 год почти 40 % населения Китая считалось средним классом.

## Город
Начиная с 1980-х годов бедность стала рассматриваться в контексте отсталых западных районов страны и экологически хрупких регионов. Осуществляя полную занятость в городах (политика «железной чашки риса»), государство закрепляло бедность в деревне.
В 1990-х годах возникла так называемая «новая городская бедность», которая уже была связана не только с инвалидностью.
Проблема стала проявляться с 1995 года. Так зарегистрированная безработица в этом году была 2,9 %, а незарегистрированная безработица составила 4 %. Отчасти это связано с неучитываемой миграцией сельского населения в города, повышающей скрытую безработицу. Другой причиной бедности стали увольнения.  Неофициальная оценка безработицы в 1998 году составила 10,4 %.
Несмотря на то, что городская бедность продолжает снижаться с 1980-х, уровень абсолютной бедности растёт, поскольку государство повышает порог бедности. В 2002 году число абсолютно бедных в городах оценивалось в 20,6 млн человек (без учета сельских мигрантов).
Согласно программе «Минимальной прожиточной стандартной гарантии», принятой в 1993 году, количество получателей госпомощи (дибао) в 2008 году составило 22,67 млн., объем выплат на человека в месяц — 208 юаней.
По «Отчёту о развитии городов в Китае»  в 2009 году 50 млн горожан (8 %) являются бедными, их годовой доход составляет от 7500 до 8500 юаней (1070 – 1200 долл.) и их число продолжает расти, причём разница между богатыми и бедными также стремительно увеличивается. Рабочие мигранты составляют одну из взрывоопасных групп населения.

## Село
С начала реформ в 1978 году число официально бедных жителей села к 2003 году уменьшилось с 250 миллионов до 29 миллионов или в процентном отношении с 30,7% до 3,2%. Доходы крестьян выросли со 134 до 2622 юаней.
Процесс снижения бедности проходил в три этапа: 
- Первый этап с 1978 по 1985 год, когда число бедных уменьшилось в два раза и была отменена коммуная система
- Второй период проходил с середины 80-х и связан с региональным развитием
- Третий период с 1993 по 2000 год относится к работе «Программы снижения бедности 7-8», когда за 7 лет планировалось уменьшить число бедных на 80 млн. человек. Программа предусматривала внедрение фонда фискального выравнивания, фонда «работа за еду» и субсидии по займам в самых бедных районах. Поскольку бедность была сосредоточена в отдалённых горных, приграничных  или населённых национальными меньшинствами регионах, средства фондов направлялись в эти уезды. Общее количество таких уездов составило 592 (одна пятая всех уездов КНР).

Количество бедных, т.е. живущих менее, чем на 1 доллар в день на селе составляет 122 млн. человек (2012); 128 млн человек (2011). Правительство планирует вести борьбу с бедностью в провинциях Сычуань, Ганьсу, Цинхай, а также в Нинся-Хуэйском автономном районе и в южной части Синьцзян-Уйгурского автономного района.

## Доходы населения
В Китае нет единой минимальной заработной платы, она устанавливается каждой провинцией отдельно. Варьируется от 1220 юаней ($191,35) и 12,5 юаней ($1,96) в час в Хунане до 2590 юаней ($406,23) и 23 юаней ($3,61) в час в Шанхае. В городе Шанхае установлена самая высокая месячная минимальная заработная плата в КНР 2590 юаней ($406,23), а в Пекине самая высокая почасовая минимальная заработная плата в КНР 25,3 юаней в час ($3,97 в час). По состоянию на 2022 год минимальная месячная заработная плата в Шанхае, Гуандуне, Пекине, Чжэцзяне, Цзянсу, Тяньцзине, Шаньдуне, Фуцзяне, Хубэй и Хэнане превысила 2000 юаней ($313,78).
В Китае с 1 января 2019 года зарплата менее 5000 юаней (722,69 $) в месяц не облагается подоходным налогом.